# Elecciones presidenciales de Colombia de 1990
El domingo 27 de mayo de 1990 se realizaron en Colombia las votaciones para elegir Presidente de la República, siendo la última elección de este tipo de con la constitución de 1886 vigente, y la primera de la década de los 90 en ese país.
El proceso electoral se caracterizó por la ola de violencia que atravesaba el país, siendo asesinados tres aspirantes a la presidencia en menos de 8 mesesː el liberal Luis Carlos Galán (el favorito de lejos), y los izquierdistas Bernando Jaramillo Ossa y Carlos Pizarro Leóngómez. Esa violencia fue protagonizada por el narcotráfico del Cartel de Medellín y el paramilitarismo de Carlos Castaño.
Además de éstos líderes políticos asesinados, varios otros candidatos sufrieron atentados terroristas, como los liberales César Gaviria y Ernesto Samper Pizano. El número de candidatos fuera del oficialismo y el bipartidismo también un hecho de importante mención.
El ganador de la contienda fue el exministro liberal César Gaviria Trujillo, quien recogió las banderas del galanismo, seguido del disidente conservador y curtido político y pensador Álvaro Gómez Hurtado.

## Antecedentes y candidaturas

### Partido Liberal

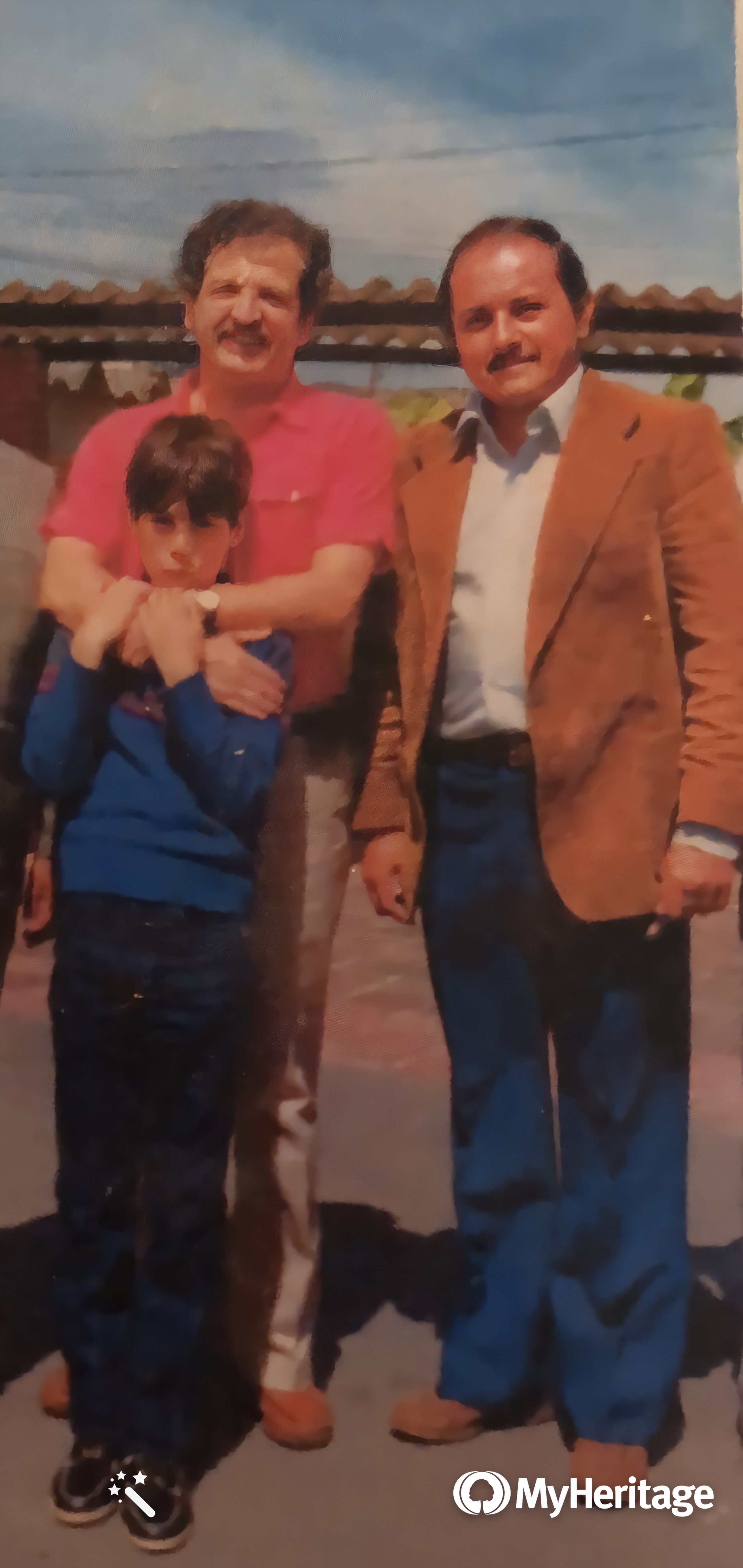
Galán y un líder popular en 1984.

Desde 1979 el Partido Liberal Colombiano estaba dividido entre facciones personalistas de sus líderes más visibles, y a pesar de su escisión, era partido de gobierno y mayoría en consejos, asambleas y en el Congreso colombiano. La división fue encabezada por el expresidente Carlos Lleras Restrepo a través de su pupilo Luis Carlos Galán, quien fundó su propio movimiento, Nuevo Liberalismo.
Tras la victoria aplastante en 1986 del exalcalde de Bogotá Virgilio Barco Vargas, los líderes del liberalismo buscaron el reingreso de Galán al partido, lográndolo en 1988. Galán se adhirió al partido con la condición de que se sometiera a consulta popular la designación del candidato único por el liberalismo.
Inicialmente Galán se enfrentaría al exministro Hernando Durán Dussán, representante del sector conservador del partido; el senador y jefe del movimiento Poder Popular, Ernesto Samper, representante del sector progresista de izquierda; y los líderes regionales que aspiraban proyectarse nacionalmente Alberto Santofimio Botero, Jaime Castro Castro y William Jaramillo Gómez.
Para agosto de 1989 todas las encuestas daban como amplio triunfador tanto en la consulta como en la elección general a Galán, pero este fue asesinado el 18 de agosto en Soacha, por sicarios del Cartel de Medellín, en complicidad con el DAS, y por instigación, según se supo después, del propio Santofimio. 

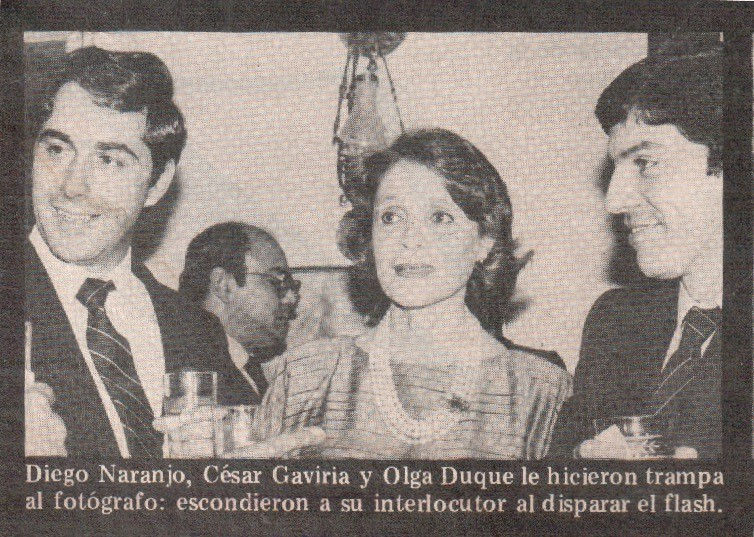
Gaviria a finales de los años 80.

Con Galán asesinado, su jefe de debate, el joven exministro César Gaviria (entonces de 42 años), fue invitado por el hijo de Galán, Juan Manuel Galán a tomar las banderas de la candidatura de su padre, a pesar de que Gaviria no era un galanista de trayectoria, pues se había unido recientemente a la campaña de Galán. Gaviria entonces se convirtió en perseguido por la mafia, tanto así que el atentado contra el vuelo 203 de Avianca, el 27 de noviembre de ese año iba dirigido hacia él.
El 11 de marzo de 1990 Gaviria logró una contundente victoria sobre Dussán y Samper (que finalizaron prácticamente empatados) gracias al sentimiento de dolor y rabia generado en el pueblo colombiano por la muerte de Galán el año anterior. Gaviria se presentó como el candidato galanista bajo el lema "Con Gaviria habrá futuro".
Como curiosidad, el recientemente desmovilizado Carlos Pizarro Leongómez votó en dicha consultaa pesar de no ser militante del liberalismo ni afín al programa de ninguno de los candidatos liberales, puesto que él mismo lanzó su candidatura presidencial días después. A continuación se ilustran los resultados de la jornada de marzoː
| Precandidato a presidente        | Votos     | Porcentaje |
| -------------------------------- | --------- | ---------- |
| César Augusto Gaviria Trujillo   | 2.797.482 | 51.83%     |
| Hernando Durán Dussán            | 1.204.987 | 22.32%     |
| Ernesto Samper Pizano            | 1,028.866 | 19.06%     |
| Alberto Rafael Santofimio Botero | 232.106   | 4.30%      |
| William Jaramillo Gómez          | 86.683    | 1.60%      |
| Jaime Castro Castro              | 46.899    | 0.86%      |

### La derecha conservadora

#### Movimiento de Salvación Nacional

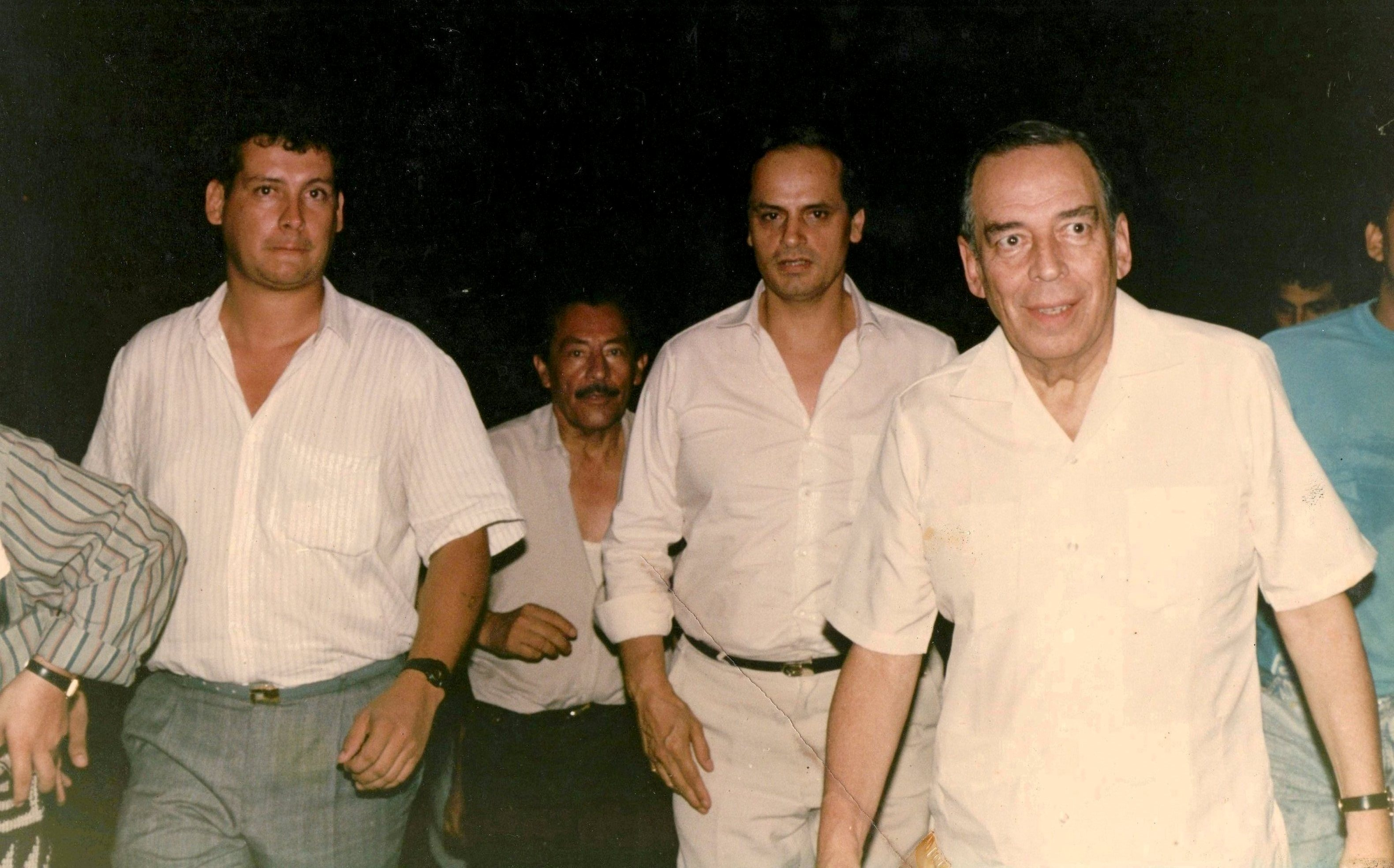
Gómez en gira política, 1990.

El Partido Conservador Colombiano también estaba dividido ideológicamente desde 1950, pero políticamente se habían mantenido unidos hasta 1990. A inicios de ese año la facción radical del partido, liderada por el exsenador Álvaro Gómez Hurtado y conocida como laureanismo-alvarismo, abandonó el conservatismo oficial y se erigió como partido independiente en el Movimiento de Salvación Nacional, bajo la consigna "Hagamos un acuerdo sobre lo fundamental", aglutinando disidencias liberales y conservadoras, y el lema "Este es el presidente". Pese a su novedad, el MSN era muchísimo más popular que el oficialismo conservador.

#### Partido Social Conservador
Los oficialistas, pertenecientes a la corriente ospino-pastranista permanecieron en el Partido Conservador, que comenzó a llamarse desde 1988 como Partido Social Conservador, de corriente demócrata-cristiana, liderado por el expresidente Misael Pastrana Borrero, y que postuló al avezado dirigente y periodista Rodrigo Lloreda Caicedo, bajo el lema "Dígale Sí al cambio". De hecho, fue por su designación en la convención conservadora, que Gómez decidió abandonar el Partido.
La opinión pública sobre Lloreda era que él era la prolongación del programa de gobierno de Misael Pastrana, y de hecho se hizo muy famosa una caricatura de Vladdo donde Pastrana dice "Vote por Yoreda", cambiando las LL de su apellido, y dando a entender que si ganaba Lloreda, gobernaría tras las sombras Pastrana.

### ADM-19
El 9 de marzo de 1990, el grupo guerrillero M-19 se desmovilizó tras 15 años de actividades, postulando la candidatura de su comandante Carlos Pizarro Leongómez a la alcaldía de Bogotá, donde a pesar de haber tenido sólo 4 días de campaña, logró la tercera posición por debajo de los liberales y los conservadores. Ese buen resultado motivó a Pizarro a lanzar su candidatura presidencial para mayo bajo el lema "Palabra que sí".
Pizarro acaparó gran interés entre la población, y se llegó a considerar como uno de los candidatos con opciones reales de triunfo, pero el 26 de abril de 1990 fue asesinado durante un vuelo entre las ciudades de Bogotá y Barranquilla. Su sicario, que fue abatido por uno de los escoltas de Pizarro, no viajaba armado y obtuvo el arma escondida en el baño del avión, lo que indica que hubo complicidad de las autoridades aeroportuarias. Según informes de prensa, si el atentado fallaba, Gómez sería acribillado a su llegada a Barranquilla.
La candidatura fue asumida por el segundo al mando de la otrora guerrilla y mano derecha en la legalidad de Pizarro, Antonio Navarro Wolff, quien conservó el lema de Pizarro. El asesinato de Pizarro fue citado como el momento en que el país tocó fondo, e inicialmente se atribuyó el crimen a los narcotraficantes del Cartel de Medellín, aunque luego Carlos Castaño se atribuyó ese crimen y el de Jaramillo Ossa.

### Unión Patriótica

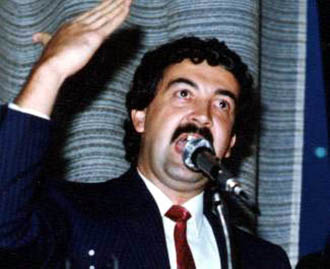
Jaramillo en un discurso político.

El movimiento de izquierda Unión Patriótica fue el resultado de los acuerdos de la Uribe, entre el gobierno de Belisario Betancur y la guerrilla comunista de las FARC. Ese partido presentó para las elecciones de 1990 a Bernardo Jaramillo Ossa, quien era director del partido tras el asesinato de Jaime Pardo Leal, excandidato presidencial de 1986. Jaramillo había empezado a ganar adeptos por sus denuncias contra el narcotráfico y los paramilitares, planetaba una alianza de otros sectores políticos, y se presentó bajo el lema "Venga esa mano país". Jaramillo contaba con el apoyo, entre otros, de la disidente liberal y líder de la izquierda Clara López Obregón, cuyo marido postuló sin éxito a la alcaldía de Bogotá en marzo de 1990.
Jaramillo fue asesinado en el Aeropuerto El Dorado el 22 de marzo de 1990, casi un mes antes de que Pizarro muriera baleado en pleno vuelo, muriendo desangrado en brazos de su compañera sentimental, y sin haber aborado su vuelo con destino a Santa Marta. Por sus posturas críticas hacia las FARC, siendo apodeado Perestroiko (ya que había viajado a la URSS a mediados de los años 80 y a su regreso se opuso a las políticas de "combinación de todos los medios de lucha" de alias Jacobo Arenas), se suele responsabilizar a este grupo guerrillero de su homicidio. 
En su momento las autoridades responsabilizaron al Cartel de Medellín del homicidio, pero según fuentes cercanas a Pablo Escobar, la asociación del crimen con el Cartel lo molestaba y además no lo consideraba enemigo por su apoyo a la no extradición de colombianos a Estados Unidos. Finalmente los paramilitares se atribuyeron su crimen.

#### Otras candidaturas

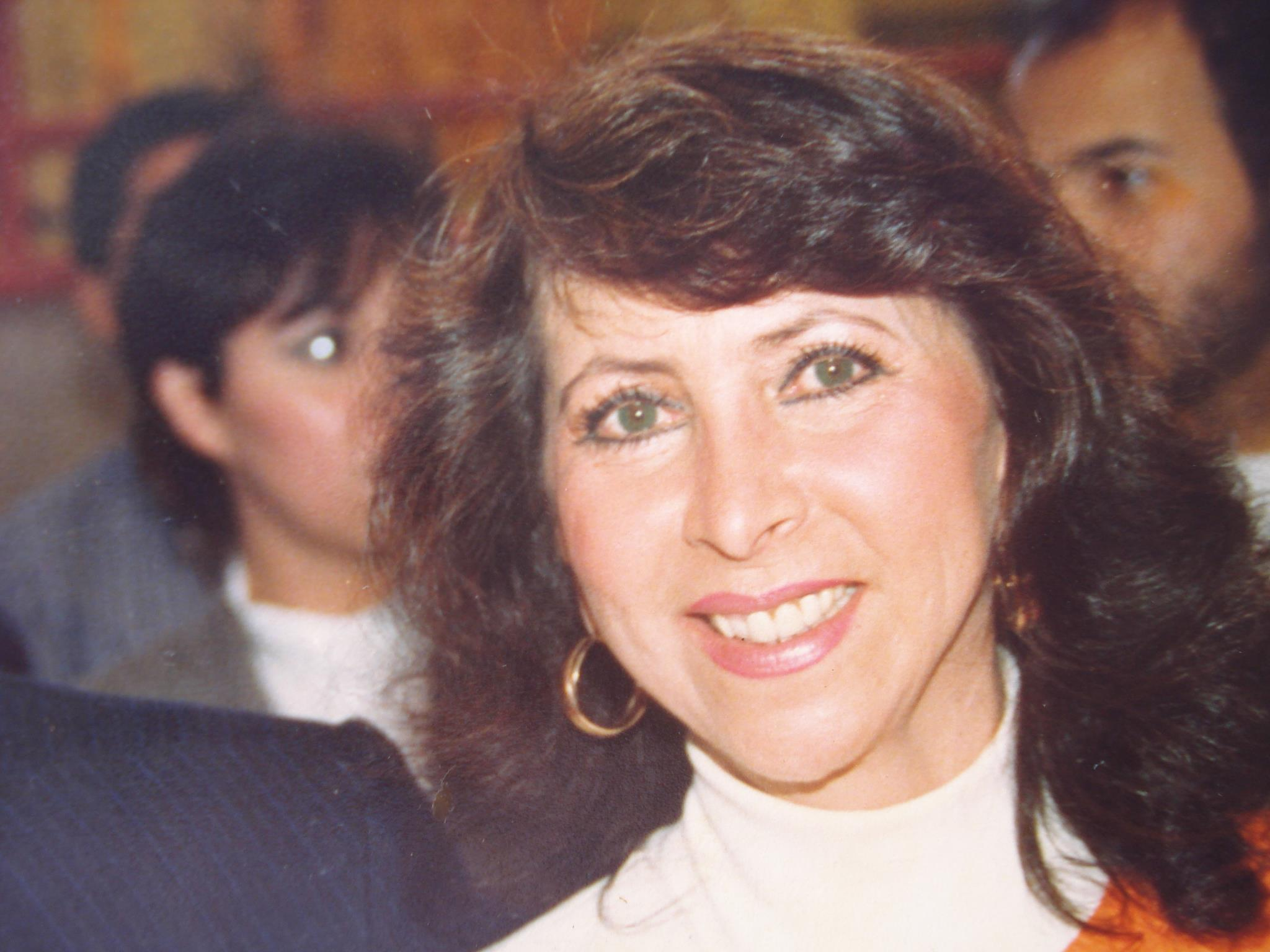
Liska en los años 90.

Regina Betancourt de Liska, mujer de fama larga en Colombia por sus prácticas esotéricas, y quien lanzó su candidatura presidencial sin resonancia en 1982, se postuló por segunda vez como candidata de su Movimiento Unitario Metapolítico. Su candidatura trascendió sin mucha relevancia, teniendo en cuenta los sucesos que ocurrían en el país.
La pastora evangélica Claudia Rodríguez de Castellanos aspiró por el Partido Nacional Cristiano. El candidato José Agustín Linares Patiño representó al Partido Demócrata CristianoAlgunos personajes de irrelevante peso político aspiraron en esta ocasión, sin ningún protagonismo en la campaña, como Guillermo Alemán, del Movimiento Orientación Ecologista; Jairo Hugo Rodríguez León, por el Movimiento Encuentro 88; Jesús García, por el Movimiento Amor por Colombia; Luis Carlos Valencia Sarria, por el Partido Socialista de los Trabajadores y Oscar Loaiza Piedrahíta, por el Partido Natural.

## Candidatos
La siguiente es la lista de candidatos inscritos con representación en el Congreso (por orden alfabético).
| Candidato | Candidato | Candidato                                                                                 | Formación  | Cargos públicos |
| --------- | --------- | ----------------------------------------------------------------------------------------- | ---------- | --- |
|           |           | César Gaviria 43 años Lema: Con Gaviria habrá futuro                                      | Economista | - Alcalde de Pereira (1975) - Representante a la Cámara por Risaralda (1974-1986) - Presidente de la Cámara de Representantes (1983-1984) - Ministro de Hacienda (1986-1987) - Ministro de Gobierno (1987-1989)                                                    |
|           |           | Álvaro Gómez Hurtado 71 años Movimiento de Salvación Nacional Lema: Este es el presidente | Abogado    | - Concejal de Engativá (1941) - Representante a la Cámara (1945-1951) - Embajador ante Suiza (1947) - Senador de la República (1951-1953; 1962-1970) - Embajador en Italia (1953) - Designado Presidencial (1982-1984) - Embajador ante Estados Unidos (1982-1984) |
|           |           | Antonio Navarro Wolff 41 años Lema: Palabra que SÍ!                                       | Ingeniero  | - Comandante del M-19 (1990) |
|           |           | Rodrigo Lloreda Caicedo 47 años Lema: Dígale SÍ al cambio                                 | Abogado    | - Gobernador del Valle del Cauca (1968-1970) - Alcalde de Cali (1975-1976) - Senador de la República (1974-1990) - Ministro de Relaciones Exteriores (1982-1984) - Designado Presidencial (1984-1986) - Embajador ante Estados Unidos (1984-1986)                  |

## Resultados
Los electores le otorgaron un contundente triunfo a César Gaviria Trujillo y marcaron la tercera derrota para Álvaro Gómez Hurtado, quien resultó prácticamente duplicado; el tercer lugar le correspondió a Antonio Navarro, lo que significó una satisfacción para su recién fundado movimiento, mientras que el cuarto lugar de Rodrigo Lloreda prácticamente lo sacrificó como candidato a futuro.
| Candidato a presidente                | Partido o movimiento                   | Votos     |
| ------------------------------------- | -------------------------------------- | --------- |
| César Augusto Gaviria Trujillo        | Partido Liberal Colombiano             | 2,891.808 |
| Álvaro Gómez Hurtado                  | Movimiento de Salvación Nacional       | 1,433.913 |
| Antonio José Navarro Wolff            | Alianza Democrática M-19               | 754.740   |
| Rodrigo Hernán Lloreda Caicedo        | Partido Social Conservador             | 735.374   |
| Regina Betancourt de Liska            | Movimiento Unitario Metapolítico       | 37.442    |
| Emma Claudia Rodríguez de Castellanos | Partido Nacional Cristiano             | 33.645    |
| Óscar Loaiza                          | Partido Natural                        | 9.468     |
| Luis Carlos Valencia Sarria           | Partido Socialista de los Trabajadores | 9.173     |
| José Agustín Linares Patiño           | Partido Demócrata Cristiano            | 8.148     |
| Guillermo Alemán                      | Movimiento Orientación Ecológica       | 7.429     |
| Jesús García                          | Movimiento Amor por Colombia           | 2.411     |
| Jairo Hugo Rodríguez León             | Movimiento Encuentro 88                | 996       |
| Votos en blanco                       | Votos en blanco                        | 77.727    |
| Total votos válidos                   | Total votos válidos                    | 6'002.264 |
| Votos nulos                           | Votos nulos                            | 45.302    |
| Total de votantes                     | Total de votantes                      | 6'047.566 |

| Amazonas           | 2 949   | 60.65% | 1 001   | 20.58% | 195     | 4.01%  | 318     | 6.54%  |
| Antioquia          | 292 915 | 45.79% | 135 768 | 21.22% | 44 925  | 7.02%  | 160 558 | 25.10% |
| Arauca             | 7 012   | 58.68% | 1 951   | 16.32% | 665     | 5.56%  | 233     | 1.94%  |
| Atlántico          | 99 505  | 39.92% | 42 168  | 16.91% | 91 444  | 36.68% | 14 672  | 5.88%  |
| Bolívar            | 92 883  | 50.51% | 50 497  | 27.70% | 30 095  | 16.36% | 8 329   | 4.52%  |
| Boyacá             | 103 925 | 43.61% | 90 641  | 38.03% | 23 649  | 9.92%  | 18 873  | 7.92%  |
| Caldas             | 103 562 | 46.43% | 36 969  | 16.57% | 16 004  | 7.17%  | 68 202  | 30.58% |
| Cauca              | 97 358  | 58.75% | 29 386  | 17.73% | 16 099  | 9.71%  | 22 214  | 13.40% |
| Caquetá            | 18 462  | 50.53% | 6 742   | 18.45% | 5 059   | 13.84% | 4 308   | 11.79% |
| Casanare           | 18 202  | 79.63% | 2 050   | 8.97%  | 1 253   | 5.48%  | 259     | 1.13%  |
| Cesar              | 40 080  | 42.02% | 24 991  | 26.20% | 25 351  | 26.57% | 4 214   | 4.41%  |
| Córdoba            | 95 875  | 61.38% | 39 500  | 25.29% | 10 812  | 6.92%  | 8 531   | 5.46%  |
| Consulados         | 10 569  | 62.54% | 2 973   | 17.59% | 1 403   | 8.30%  | 1 591   | 9.41%  |
| Cundinamarca       | 667 360 | 49.22% | 448 449 | 33.07% | 152 186 | 11.22% | 66 814  | 4.92%  |
| Chocó              | 25 923  | 74.67% | 5 251   | 15.12% | 897     | 2.58%  | 3 274   | 9.43%  |
| Huila              | 66 612  | 48.83% | 22 233  | 16.30% | 15 152  | 11.10% | 33 983  | 24.91% |
| Magdalena          | 60 965  | 47.56% | 25 119  | 19.59% | 32 272  | 25.17% | 9 860   | 7.69%  |
| Nariño             | 89 805  | 39.84% | 35 359  | 15.68% | 61 831  | 27.43% | 33 731  | 14.96% |
| Risaralda          | 106 272 | 64.21% | 28 712  | 17.35% | 9 486   | 5.73%  | 22 546  | 13.62% |
| Norte de Santander | 80 946  | 42.38% | 73 752  | 38.61% | 18 117  | 9.48%  | 12 311  | 6.44%  |
| Quindío            | 51 817  | 52.11% | 21 764  | 21.88% | 10 105  | 10.16% | 12 099  | 12.16% |
| Santander          | 178 093 | 49.83% | 103 987 | 29.09% | 36 889  | 10.32% | 28 199  | 7.89%  |
| Sucre              | 70 492  | 59.59% | 23 476  | 19.84% | 14 224  | 12.02% | 7 882   | 6.66%  |
| Tolima             | 111 099 | 50.53% | 49 999  | 22.74% | 21 936  | 9.97%  | 28 284  | 12.86% |
| Valle del Cauca    | 299 920 | 47.10% | 75 281  | 11.82% | 92 217  | 14.48% | 152 584 | 23.96% |
| Vichada            | 2 844   | 76.98% | 481     | 13.02% | 77      | 2.08%  | 65      | 1.75%  |
| Fuente: El Tiempo  |         |        |         |        |         |        |         |        |